# Histoire slavo-bulgare
Histoire slavo-bulgare (en bulgare : История славянобългарска) est un livre du savant et ecclésiastique bulgare Païssii de Hilendar. Écrit en 1762, il est considéré comme la plus grande œuvre de Païssii de Hilendar et l'une des pièces les plus influentes de la renaissance bulgare, ainsi que la première œuvre de l'historiographie bulgare,.
Le manuscrit de l'histoire a été découvert et publié de manière phototypique par l'académicien Jordan Ivanov en 1914, qui, après la Première Guerre mondiale, était professeur à l'Institut national des langues et civilisations orientales et fondateur de Études cyrillo-méthodiennes en France.